# ديريك دي لينت
ديريك دي لينت (بالهولندية: Derek de Lint)‏ هو ممثل هولندي، ولد في 17 يوليو 1950 بلاهاي في هولندا. بدأ مشواره المهني سنة 1975.

## أعمال

### أفلام
- (1986) الاعتداء
- (1998) ديب إمباكت[3][4][5]
- (2006) عندما يتصل غريب[6]
- (2009) معزوفة ضوء القمر
- (2012) دموع من الفولاذ

### مسلسلات
- إن سي آي إس
- إيلياس

## وصلات خارجية
- ديريك دي لينت على موقع IMDb (الإنجليزية)
- ديريك دي لينت على موقع قاعدة بيانات الأفلام العربية
- ديريك دي لينت على موقع ألو سيني (الفرنسية)
- ديريك دي لينت على موقع أول موفي (الإنجليزية)
- ديريك دي لينت على موقع قاعدة بيانات الأفلام السويدية (السويدية)
- ديريك دي لينت على موقع قاعدة بيانات الفيلم (الإنجليزية)
- ديريك دي لينت على موقع كينوبويسك (الروسية)